# Esna
La ciudad de Esna (إسنا) se encuentra en la ribera del Nilo, unos 55 km al sur de Luxor, en la gobernación de Qena, en Egipto. Era la antigua Iunyt, la capital del nomo III del Alto Egipto, después de Hieracómpolis y Eileithyaspolis. 
Nombre egipcio: Iunyt, Ta Senet. Nombre griego: Latópolis (Λατόπολις). Nombre árabe: Esna (إسنا).

## La esclusa
La esclusa del río Nilo, situada junto a la ciudad, es paso obligado para salvar un desnivel de unos diez metros, siendo parada obligatoria para todos los cruceros que navegan por el río.

## Templo de Jnum

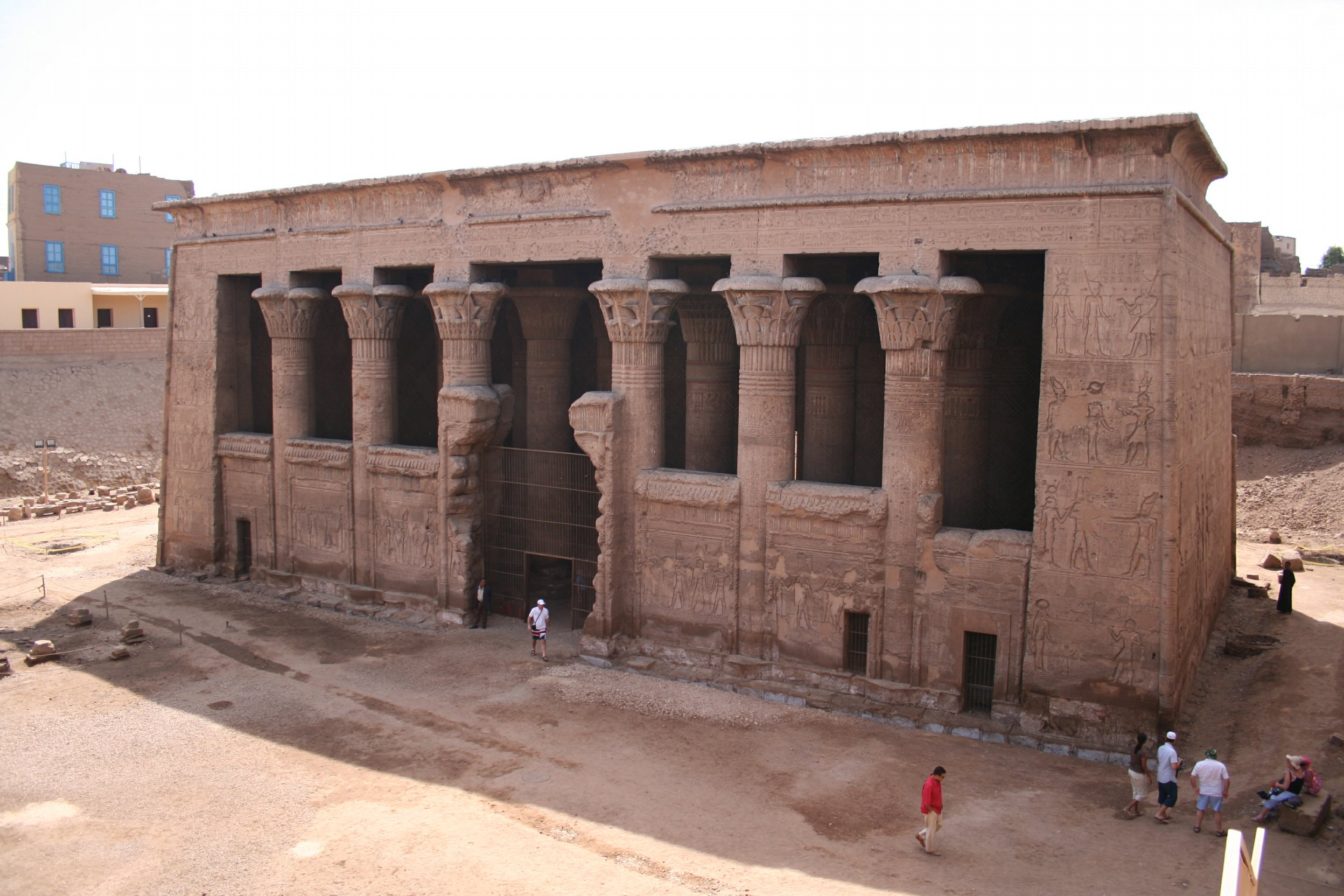
Templo de Jnum en Esna (sala hipóstila)

Un santuario dedicado al culto de Jnum, en Esna, fue iniciado durante los reinados de Tutmosis III (siglo XV a. C.), y Amenhotep II, de la dinastía XVIII. Posteriormente, en época saíta, sobre sus cimientos fue edificado el templo dedicado la triada de Esna: Jnum, Anuket y su hija Seshat, amp Ptolomeo VI, Filometor Ptolomeo VIII Evergetes II y los gobernantes romanos.

### La sala hipóstila
Solo se ha conservado completa la sala hipóstila, comenzada bajo Tiberio, continuada por Claudio y Vespasiano, con decoración de época de Domiciano, Trajano y Adriano. Veinticuatro columnas de más de trece metros de altura, con bellos capiteles compuestos, soportan las grandes losas del techo arquitrabado. Los bajorrelieves contienen escenas de los dioses, de la caza del faraón, textos con himnos a Jnum, un calendario de fiestas, escenas astronómicas y signos zodiacales.

## Restos arqueológicos
- Restos del templo greco-romano de Jnum.
- Necrópolis del Imperio Medio.

| O28 | i | i | t · O49 |

| O28 | i | i | t · O49 |